# Bananenkiste

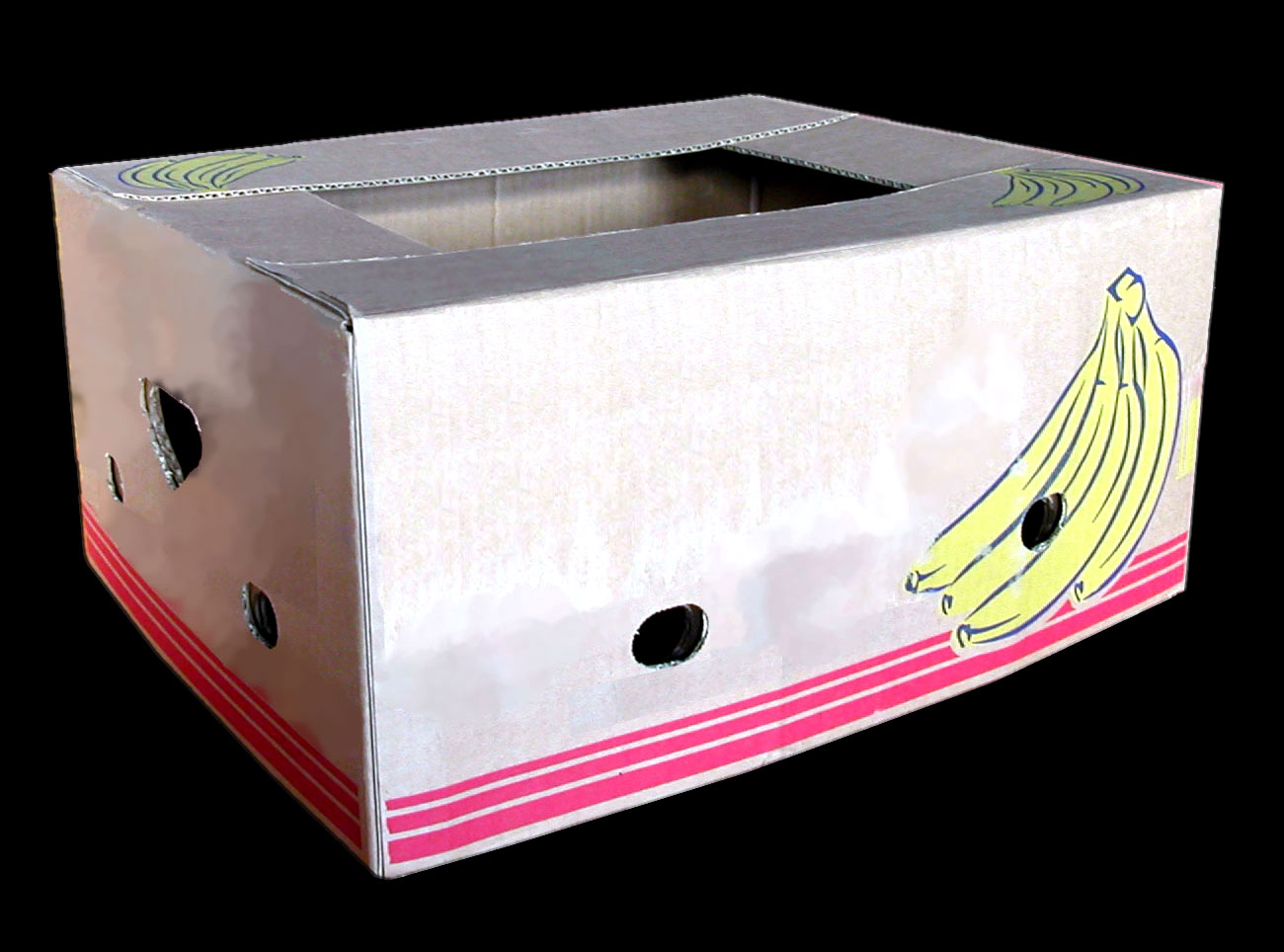
Bananenkiste

Eine Bananenkiste (auch Bananenkarton, Bananenschachtel) ist ein gut belastbarer, zweiteiliger Behälter aus Wellpappe zur Beförderung von Bananen. Zur besseren Belüftung ist sie oben und unten geöffnet und meist mit einem dünnen Karton ausgelegt.
Bis in die 1950er-Jahre wurde die Banane als Staude im Kühlschiff transportiert. Da die Frucht aber druckempfindlich ist, wurden ab dieser Zeit auf den Plantagen Packhäuser errichtet, um die einzelnen Bananenhände in schützende Kartons zu verpacken. Diese wurden in die Kühlschiffe manuell oder teilautomatisiert einzeln verladen. Ab Mitte der 1960er-Jahre wurden zunehmend Kühlcontainer für den Transport der Bananenkisten eingesetzt.
Die üblichen Abmessungen einer Bananenkiste sind: Höhe 24 cm, Breite 54 cm und Tiefe 39 cm. Somit hat eine Kiste ein Volumen von ca. 0,05 m³, 20 Kisten entsprechen ungefähr 1 m³.
Durch die genormte Form, die hohe Tragfähigkeit (> 50 lb = 22,68 kg) und hohe Belastbarkeit (bis zu zehn Boxen übereinander) sowie kostengünstige Beschaffbarkeit sind diese Behälter in Zweitfunktion besonders zum Archivieren, als Umzugskarton, für humanitäre Transporte und im Antiquariatsbuchhandel beliebt.
Gelegentlich gelangen einzelne Giftspinnen der Gattung Phoneutria in Bananenkisten auf Frachtschiffen unbeabsichtigt nach Europa.
- Niederländischer Film über die Ernte der Banane in Suriname; ab 1:33 min Befüllen der Bananenkiste und Transport zum Kühlschiff (April 1968)

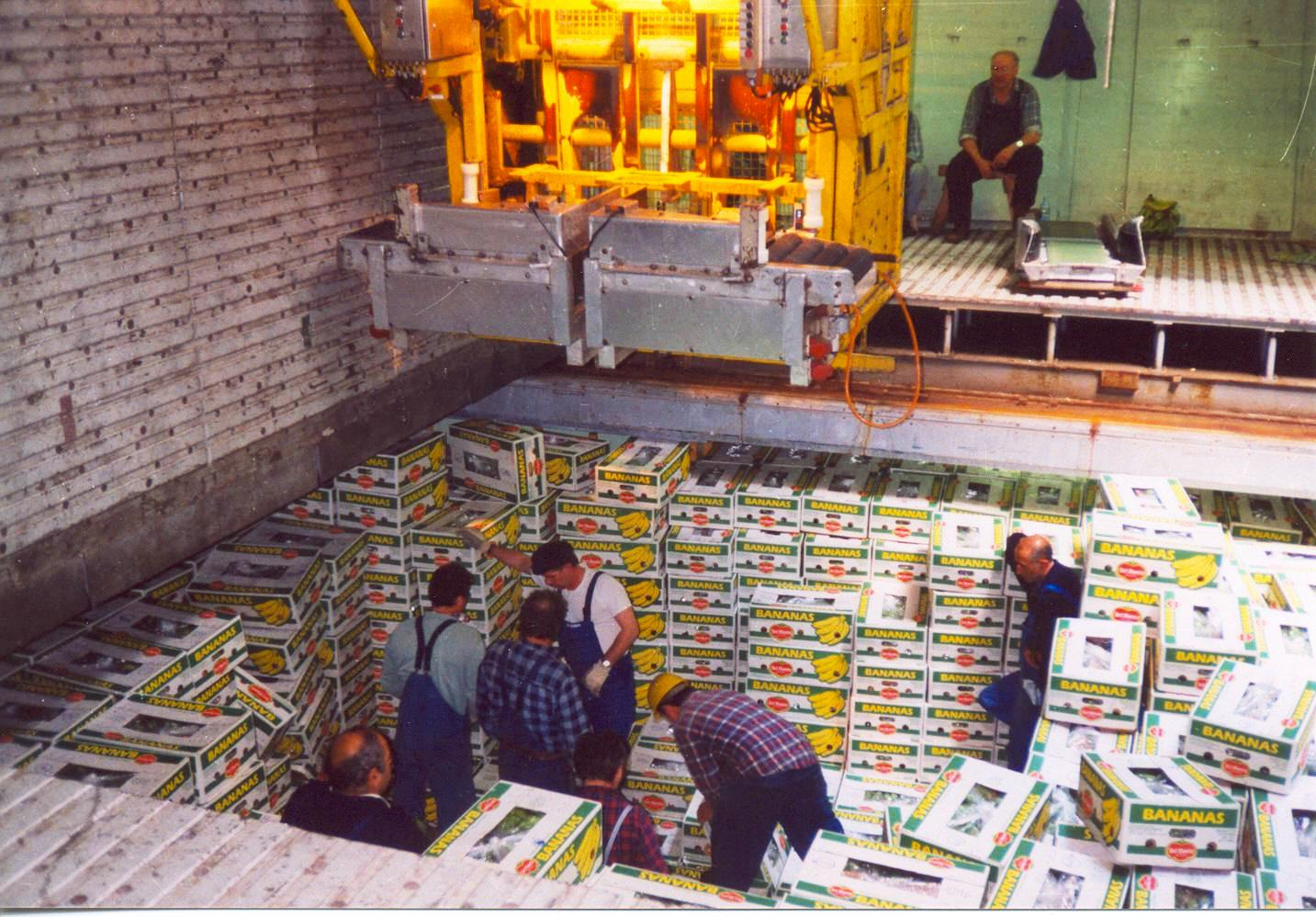
Blick in den Laderaum eines Kühlschiffes mit Bananen, es wird Platz für den Elevator gemacht, damit werden die Kartons gelöscht.
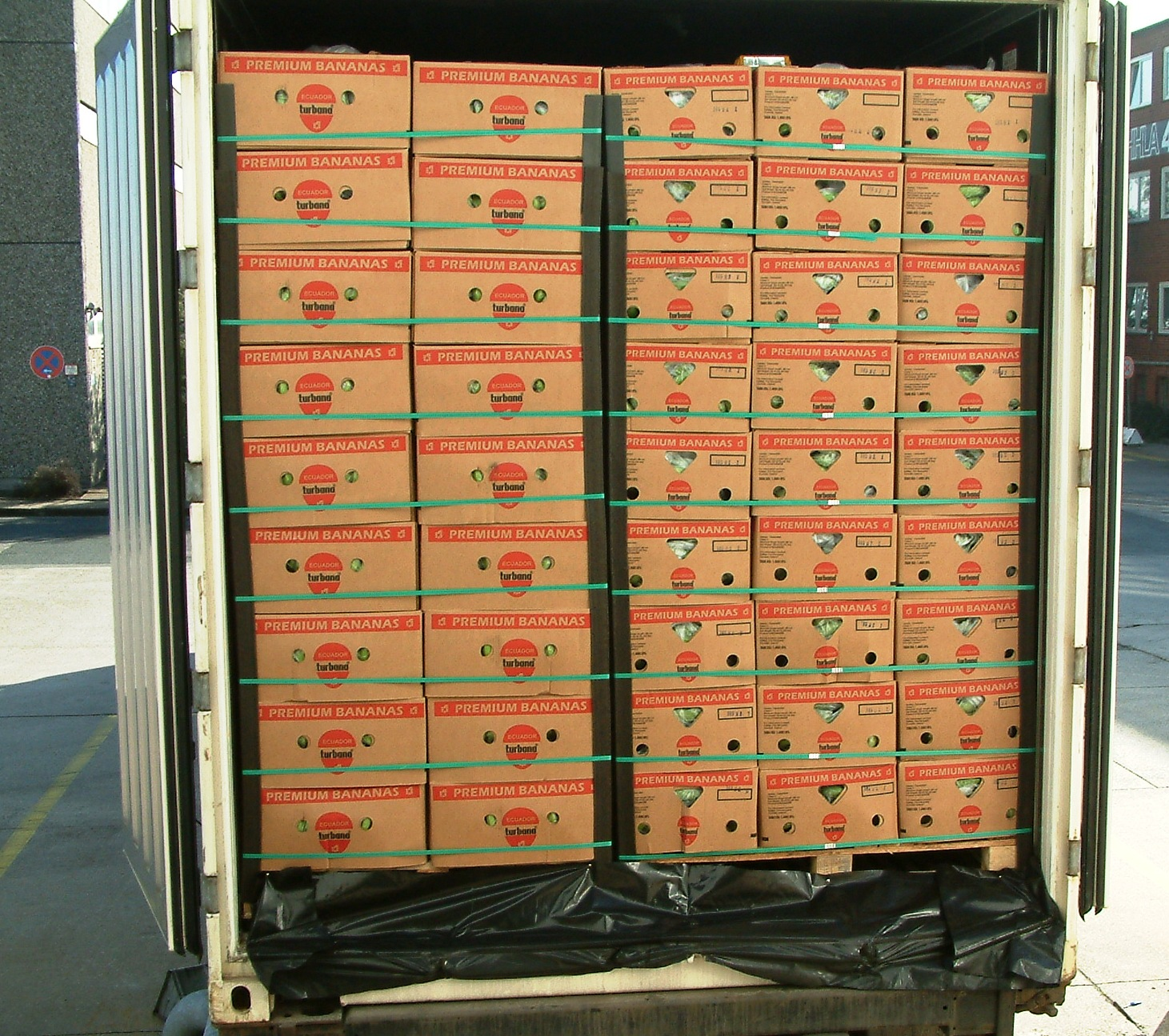
Transport der Bananenkisten im Kühlcontainer bei 13,5 Grad Celsius (2006)